# Ocell del paradís imperial
L'ocell del paradís imperial (Paradisaea guilielmi) és un ocell de la família dels paradiseids (Paradiseidae).

## Hàbitat i distribució
Habita els boscos del sud-est de Nova Guinea a la Península de Huon.